# فيليكس أغيلار
فيليكس أغيلار (بالإسبانية: Félix Aguilar)‏ (و. 1884 – 1943 م) هو عالم فلك من الأرجنتين . ولد في سان خوان .
توفي في لابلاتا، عن عمر يناهز 59 عاماً.